# Rhyacophila fagarashiensis
Rhyacophila fagarashiensis är en nattsländeart som beskrevs av Lazar Botosaneanu 1964. Rhyacophila fagarashiensis ingår i släktet Rhyacophila och familjen rovnattsländor. Inga underarter finns listade i Catalogue of Life.